# Крутое (Тверская область)
Крутое — деревня в Лихославльском районе Тверской области.

## География
Находится в центральной части Тверской области на расстоянии приблизительно 49 км на север-северо-восток по прямой от районного центра города Лихославль.

## История
На карте 1941 года отмечена как поселение с 15 дворами. До 2021 деревня входила в Толмачёвское сельское поселение Лихославльского района до его упразднения.

## Население
Численность населения: 15 человек (карелы 87 %) в 2002 году, 8 в 2010.